# شهرستان پیکنز (جورجیا)
شهرستان پیکنز، جورجیا (به انگلیسی: Pickens County, Georgia) یک سکونتگاه مسکونی در ایالات متحده آمریکا است که در جورجیا واقع شده‌است.